# Montesa
Montesa je španski proizvajalec motornih koles s sedežem v Barceloni. Podjetje sta leta 1944 ustanovila Pedro Permanyer and Francisco Xavier "Paco" Bultó. Leta 1981 so zaradi ekonomske krize  potrebovali nov kapital in tako so prodali večinski delež japonski Hondi, podjetje je od takrat znano kot Montesa Honda oz. Honda Motor Europe España. 

## Galerija
- Montesa Impala (1962-70)
- Montesa Cota 247
- Montesa Cota 4RT
- 2008 Montesa COTA 4RT
- Dougie Lampkin na njegovi Repsol Montesa 4RT 249 trial

## Drugi španski proizvajalci motornih koles
- Ossa
- Gas Gas
- Bultaco